# Deniz Khazaniuk
Deniz Khazaniuk (en hebreo: דניז חזניוק‎; nacida 24 de octubre de 1994) es una jugadora de tenis israelí.
Khazaniuk tiene un mejor ranking individual de la WTA  de 200 logrado en junio de 2018 y un mejor ranking de dobles de 445, logrado en junio de 2014. Khazaniuk Ha ganado 20 ITF singles títulos y 3 ITF dobles.
Khazaniuk Ha representado Israel en la Copa Federación donde  tiene un W/L registro de 2–1.

## Títulos ITF

### Singles (20)
| Leyenda                 |
| ----------------------- |
| $100,000 torneos        |
| $75,000/$80,000 torneos |
| $50,000/$60,000 torneos |
| $25,000 torneos         |
| $15,000 torneos         |
| $10,000/$15,000 torneos |

| Núm | Fecha                    | Categoría | Torneo                        | Superficie | Adversario            | Puntuación         |
| --- | ------------------------ | --------- | ----------------------------- | ---------- | --------------------- | ------------------ |
| 1.  | 5 de septiembre de 2011  | 10,000    | Mytilene, Grecia              | Duro       | Ofri Lankri           | 6-4, 7–5           |
| 2.  | 19 de septiembre de 2011 | 10,000    | Atenas, Grecia                | Dura       | Maria Sakkari         | 1–6, 6–3, 6–3      |
| 3.  | 13 de agosto de 2012     | 10,000    | Westende-Middelkerke, Bélgica | Dura       | Irina Ramialison      | 6–4, 2–6, 7–6(7–5) |
| 4.  | 22 de abril de 2013      | 10,000    | Ashkelon, Israel              | Dura       | Ksenia Kirillova      | 6–4, 6–1           |
| 5.  | 29 de abril de 2013      | 10,000    | Ashkelon, Israel              | Dura       | Ksenia Kirillova      | 6–2, 7–5           |
| 6.  | 6 de mayo de 2013        | 10,000    | Ramat HaSharon, Israel        | Dura       | Ekaterina Visita      | 6–3, 6–3           |
| 7.  | 27 de mayo de 2013       | 10,000    | Ra'anana, Israel              | Dura       | Éster Masuri          | 6–1, 6–1           |
| 8.  | 3 de junio de 2013       | 10,000    | Herzliya, Israel              | Dura       | Keren Shlomo          | 6–1, 6–4           |
| 9.  | 19 de agosto de 2013     | 10,000    | Wanfercée-Baulet, Bélgica     | Dura       | Oleksandra Korashvili | 6–3, 7–6(8–6)      |
| 10. | 10 de marzo de 2014      | 10,000    | Heraklion, Grecia             | Dura       | Alix Collombon        | 7–6(7–4), 6–3      |
| 11. | 11 de mayo de 2015       | 10,000    | Acre, Israel                  | Dura       | Ofri Lankri           | 6–1, 6–3           |
| 12. | 18 de mayo de 2015       | 10,000    | Netanya, Israel               | Dura       | Ofri Lankri           | 6–4, 6–1           |
| 13. | 8 de junio de 2015       | 10,000    | Ramat Gan, Israel             | Dura       | Ofri Lankri           | 7–5, 6–0           |
| 14. | 31 de agosto de 2015     | 10,000    | Kiryat Gat, Israel            | Dura       | Ana Veselinović       | 6–3, 6–0           |
| 15. | 7 de septiembre de 2015  | 10,000    | Tiberias, Israel              | Dura       | Naomi Totka           | 6–0, 7–5           |
| 16. | 30 de noviembre de 2015  | 10,000    | Ramat Gan, Israel             | Dura       | Olga Doroshina        | 7–6(8–6), 6–3      |
| 17. | 28 de noviembre de 2016  | 10,000    | Ramat Gan, Israel             | Dura       | Miriam Kolodziejová   | 7–5, 6–3           |
| 18. | 17 de abril de 2017      | 25,000    | Irapuato, México              | Dura       | Sofya Zhuk            | Walkover           |
| 19. | 14 de octubre de 2017    | 25,000    | Lagos, Nigeria                | Dura       | Conny Perrin          | 4–6, 6–1, 6–3      |
| 20. | 27 de mayo de 2018       | 25,000    | Osprey, Estados Unidos        | Dura       | Sophie Chang          | 6–4, 4–6, [10–6]   |

### Dobles: 3
| Leyenda                 |
| ----------------------- |
| $100,000 torneos        |
| $75,000/$80,000 torneos |
| $50,000/$60,000 torneos |
| $25,000 torneos         |
| $15,000 torneos         |
| $10,000/$15,000 torneos |

| Fecha                    | Categoría | Torneo                 | Superficie | Socio                 | Adversarios                        | Puntuación               |
| ------------------------ | --------- | ---------------------- | ---------- | --------------------- | ---------------------------------- | ------------------------ |
| 22 de abril de 2013      | 10,000    | Ashkelon, Israel       | Duro       | Ksenia Kirillova      | Eva Wacanno Alina Wessel           | 6–0, 6–4                 |
| 16 de septiembre de 2013 | 10,000    | Antalya, Turquía       | Duro       | Ksenia Palkina Ulukan | Katharina Lehnert Chantal Škamlová | 6–7(5–7), 7–6(7–3), 10–8 |
| 25 de octubre de 2015    | 10,000    | Ramat HaSharon, Israel | Duro       | Corinna Dentoni       | Sean Lodzki Éster Masuri           | 6–2, 6–0                 |